# Клубова кишка
Клу́бова ки́шка (лат. ileum) — нижній відділ тонкої кишки.
Українську назву отримала через те, що розташована в правій нижній частині черевної порожнини (клубова ділянка). Латинська назва ileum походить від дав.-гр. εἰλεός, утвореного від εἴλω («повертаю», «закручую»).

## Опис
Займає 3/5 довжини брижового відділу тонкої кишки (intenstinum tenue) і за будовою подібна до порожньої кишки (jejunum). Внутрішня поверхня клубової кишки покрита слизовою оболонкою (tunica mucosa ilei), лімфоїдний апарат якої представлений скупченнями лімфатичних фолікулів (noduli lymphoidei aggregati), які називаються пеєровими бляшками.
Порожня та клубова кишки (jejunum et ileum) вкриті очеревиною з усіх боків (інтраперитонеально) і мають брижу тонкої кишки (mesenterium) — дуплікатуру очеревини (peritoneum), в якій міститься жирова клітковина та лімфатичні вузли, а також проходять судини і нерви, що живлять тонку кишку.

## Розвиток
Тонка кишка розвивається з середньої частини первинної кишки. Близько до 5-го тижня внутрішньоутробного розвитку клубова кишка починає рости в довжину в дуже інтенсивному темпі, утворюючи U-подібну складку — первинну кишечникову петлю. Проксимальна частина цієї петлі надалі розвинеться в клубову кишку. Швидке зростання довжини кишки приводить до того, що вона виходить за межі черевної порожнини і виступає назовні. Ближче до 10-го тижня петля втягається назад у черевну порожнину. Між 6 і 10 тижнями тонка кишка закручується проти годинникової стрілки (відносно ембріона), після повернення петлі до черевної порожнини вона починає закручуватися в зворотну сторону. Внаслідок цього процесу виникає закручена петлями форма кишечника.
Первинна кишка ембріона з'єднується з жовтковим мішком плаценти через жовткову протоку, яка заростає вже на 6-8 тиждень. Приблизно в 2−4 % людей залишається рудимент жовткової протоки — меккелів дивертикул (diverticulum Meckeli), що має вигляд випинання на стінці останньої третини клубової кишки.

## В інших хордових
Присутня у вищих хребетних тварин (ссавців, птахів і плазунів).